# Rusia en los Juegos Olímpicos
Rusia en los Juegos Olímpicos está representada por el Comité Olímpico Ruso, miembro del Comité Olímpico Internacional desde el año 1993. Los deportistas rusos han competido bajo diferentes banderas: de 1900 a 1912 como Imperio ruso, de 1952 a 1988 bajo la bandera de la Unión Soviética, en 1992 como parte del Equipo Unificado, en 2018 bajo la denominación «Atletas Olímpicos de Rusia», entre 2020 y 2022 bajo la denominación ROC y en 2024 como Atletas Individuales Neutrales (AIN).
Ha participado en 9 ediciones de los Juegos Olímpicos de Verano, su primera presencia tuvo lugar en París 1900. El país ha obtenido un total de 433 medallas en las ediciones de verano: 149 de oro, 130 de plata y 154 de bronce.
En los Juegos Olímpicos de Invierno ha participado en 6 ediciones, siendo Lillehammer 1994 su primera aparición en estos Juegos. El país ha conseguido un total de 118 medallas en las ediciones de invierno: 45 de oro, 39 de plata y 34 de bronce.
Este país fue anfitrión de los Juegos Olímpicos de Verano en una ocasión: Moscú 1980 (como Unión Soviética) y de los Juegos Olímpicos de Invierno en una ocasión: Sochi 2014.
A raiz de la invasión rusa a Ucrania en 2022, el deporte ruso se encuentra suspendido desde ese año hasta nuevo aviso de toda competencia internacional por parte de las federaciones internacionales de cada deporte, incluyendo los Juegos Olímpicos de Verano e Invierno.

## Medalleros

### Por edición
| Evento              | Oro | Plata | Bronce | Total |
| ------------------- | --- | ----- | ------ | ----- |
| París 1900          | 0   | 0     | 0      | 0     |
| San Luis 1904       | –   | –     | –      | –     |
| Londres 1908        | 1   | 2     | 0      | 3     |
| Estocolmo 1912      | 0   | 2     | 3      | 5     |
| 1920 – 1948         | –   | –     | –      | –     |
| 1952 – 1988         | –   | –     | –      | –     |
| Barcelona 1992      | –   | –     | –      | –     |
| Atlanta 1996        | 26  | 21    | 16     | 63    |
| Sídney 2000         | 32  | 28    | 29     | 89    |
| Atenas 2004         | 28  | 26    | 36     | 90    |
| Pekín 2008          | 24  | 13    | 23     | 60    |
| Londres 2012        | 19  | 21    | 27     | 67    |
| Río de Janeiro 2016 | 19  | 17    | 20     | 56    |
| Tokio 2020          | –   | –     | –      | –     |
| París 2024          | –   | –     | –      | –     |
| TOTAL               | 149 | 130   | 154    | 433   |

| Evento              | Oro | Plata | Bronce | Total |
| ------------------- | --- | ----- | ------ | ----- |
| 1956 – 1988         | –   | –     | –      | –     |
| Albertville 1992    | –   | –     | –      | –     |
| Lillehammer 1994    | 11  | 8     | 4      | 23    |
| Nagano 1998         | 9   | 6     | 3      | 18    |
| Salt Lake City 2002 | 5   | 4     | 4      | 13    |
| Turín 2006          | 8   | 6     | 8      | 22    |
| Vancouver 2010      | 2   | 5     | 6      | 13    |
| Sochi 2014          | 10  | 10    | 9      | 29    |
| Pyeongchang 2018    | –   | –     | –      | –     |
| Pekín 2022          | –   | –     | –      | –     |
| TOTAL               | 45  | 39    | 34     | 118   |

### Por deporte
| Evento             | Oro | Plata | Bronce | Total |
| ------------------ | --- | ----- | ------ | ----- |
| Atletismo          | 19  | 21    | 19     | 59    |
| Bádminton          | 0   | 0     | 1      | 1     |
| Baloncesto         | 0   | 0     | 3      | 3     |
| Balonmano          | 2   | 1     | 1      | 4     |
| Boxeo              | 10  | 5     | 15     | 30    |
| Ciclismo           | 5   | 5     | 9      | 19    |
| Esgrima            | 13  | 5     | 8      | 26    |
| Gimnasia           | 22  | 21    | 21     | 64    |
| Halterofilia       | 4   | 7     | 7      | 18    |
| Judo               | 5   | 4     | 7      | 16    |
| Lucha              | 31  | 14    | 14     | 59    |
| Natación           | 5   | 9     | 9      | 23    |
| Natación artística | 10  | 0     | 0      | 10    |
| Pentatlón moderno  | 4   | 1     | 0      | 5     |
| Piragüismo         | 2   | 4     | 7      | 13    |
| Remo               | 1   | 0     | 3      | 4     |
| Saltos             | 4   | 8     | 6      | 18    |
| Taekwondo          | 0   | 2     | 2      | 4     |
| Tenis              | 3   | 3     | 2      | 8     |
| Tiro               | 7   | 14    | 12     | 33    |
| Tiro con arco      | 0   | 1     | 1      | 2     |
| Vela               | 0   | 1     | 2      | 3     |
| Voleibol           | 1   | 3     | 2      | 6     |
| Waterpolo          | 0   | 1     | 3      | 4     |
| TOTAL              | 148 | 130   | 154    | 432   |

| Evento                  | Oro | Plata | Bronce | Total |
| ----------------------- | --- | ----- | ------ | ----- |
| Biatlón                 | 8   | 5     | 7      | 20    |
| Bobsleigh               | 0   | 1     | 1      | 2     |
| Combinada nórdica       | 0   | 0     | 1      | 1     |
| Esquí acrobático        | 0   | 1     | 3      | 4     |
| Esquí alpino            | 0   | 1     | 0      | 1     |
| Esquí de fondo          | 14  | 10    | 9      | 33    |
| Hockey sobre hielo      | 0   | 1     | 1      | 2     |
| Luge                    | 0   | 3     | 0      | 3     |
| Patinaje artístico      | 15  | 9     | 3      | 27    |
| Patinaje de velocidad   | 3   | 5     | 5      | 13    |
| Patinaje en pista corta | 3   | 1     | 1      | 5     |
| Skeleton                | 1   | 0     | 2      | 3     |
| Snowboard               | 2   | 2     | 1      | 5     |
| TOTAL                   | 46  | 39    | 34     | 119   |